# Bawlf
Bawlf ist ein Dorf in Alberta, Kanada. Das an der Strecke der Canadian Pacific Railway liegende Dorf wurde 1905 gegründet und nach Nicholas Bawlf benannt.
In Bawlf gibt es eine Gesamtschule, die von etwa 350 Schülern sowohl aus dem Dorf als auch den umliegenden Gemeinden besucht wird. Sie wird wegen der hohen Leistungen im Highschool-Bereich als eine der besten Schulen in Alberta bezeichnet.

## Demografie
Beim Zensus 2016 wurde eine Einwohnerzahl von 422 ermittelt.
Das auf 708 m Höhe liegende Dorf hatte 2006 eine Bevölkerung von 376, die sich auf 149 Haushalte verteilte. Bei einer Fläche von 0,96 km² ergibt sich eine Bevölkerungsdichte von 381,1 Einwohnern pro Quadratkilometer.